# ایزولا دل لیری
ایزولا دل لیری (به ایتالیایی: Isola del Liri) یک کومونه در ایتالیا است که در استان فروزینونه واقع شده‌است.

## خصوصیات
ایزولا دل لیری ۱۶ کیلومترمربع مساحت و ۱۳٬۰۰۰ نفر جمعیت دارد و ۲۱۷ متر بالاتر از سطح دریا واقع شده‌است.

## خواهرخوانده
شهر نیواورلئان، لوئیزیانا خواهرخواندهٔ ایزولا دل لیری هست.

## نگارخانه

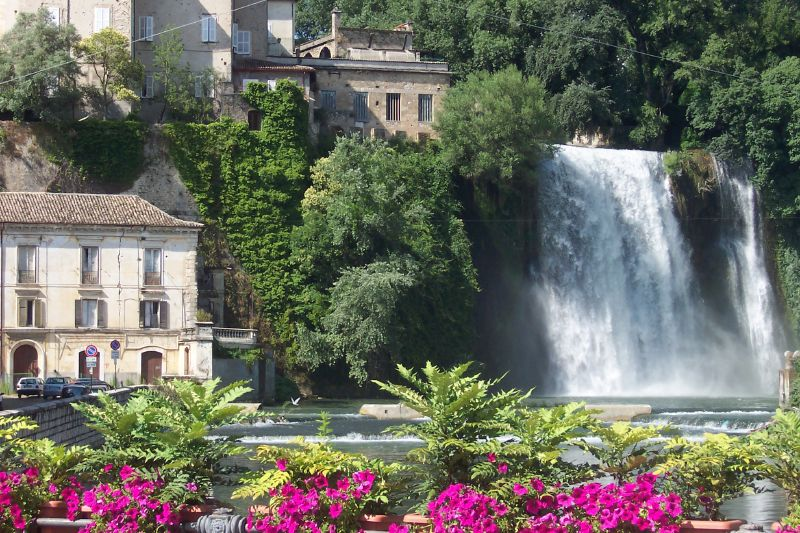
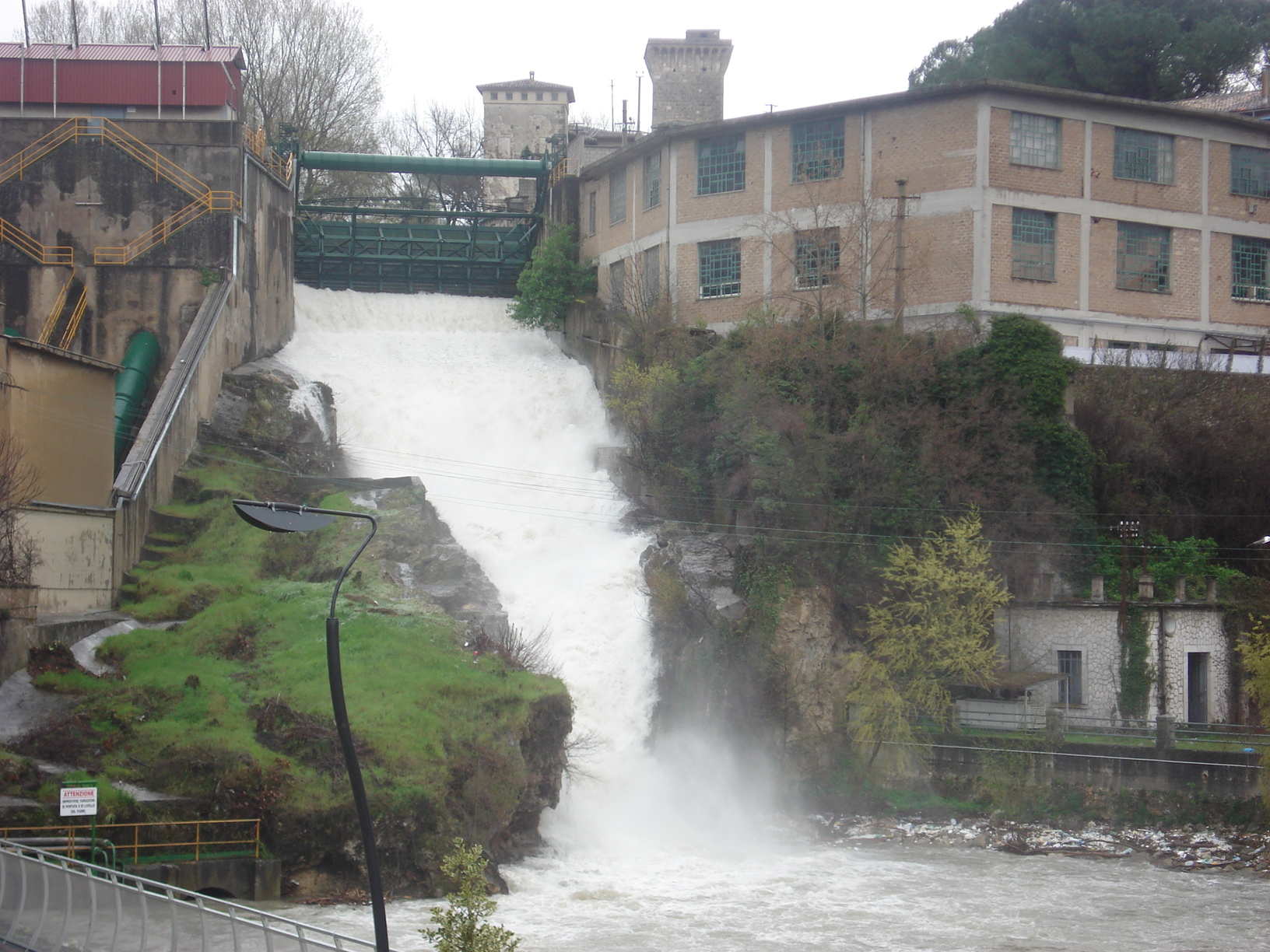
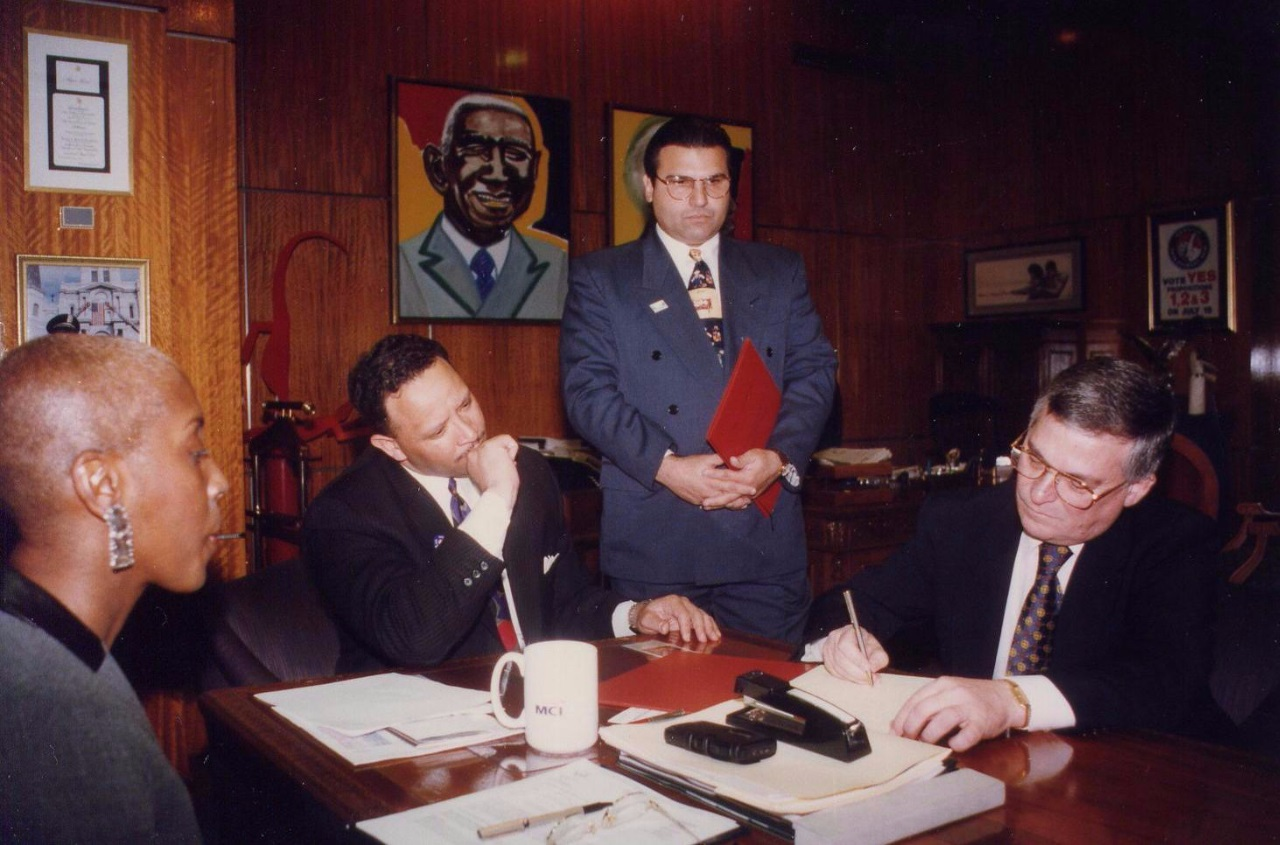
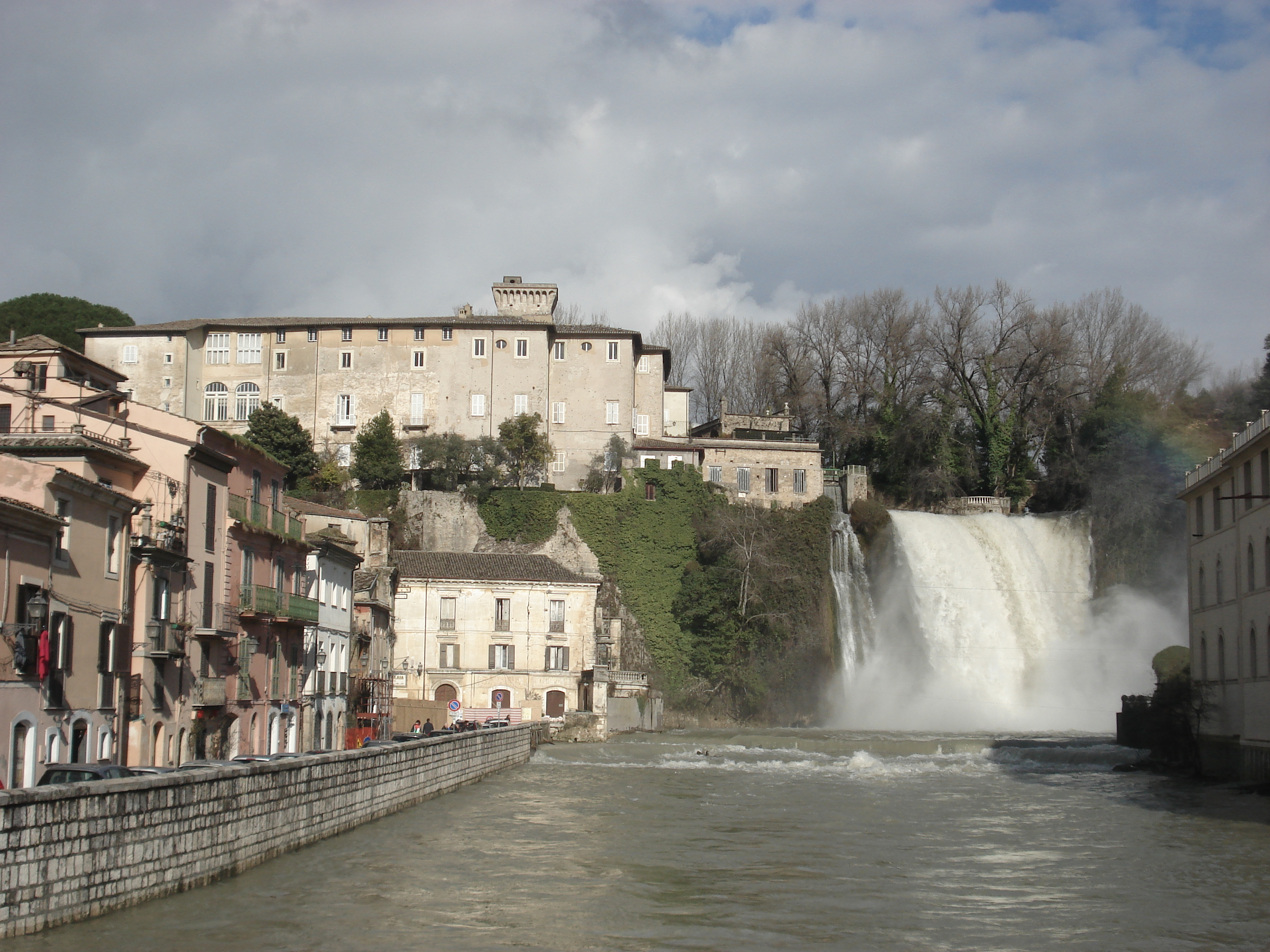
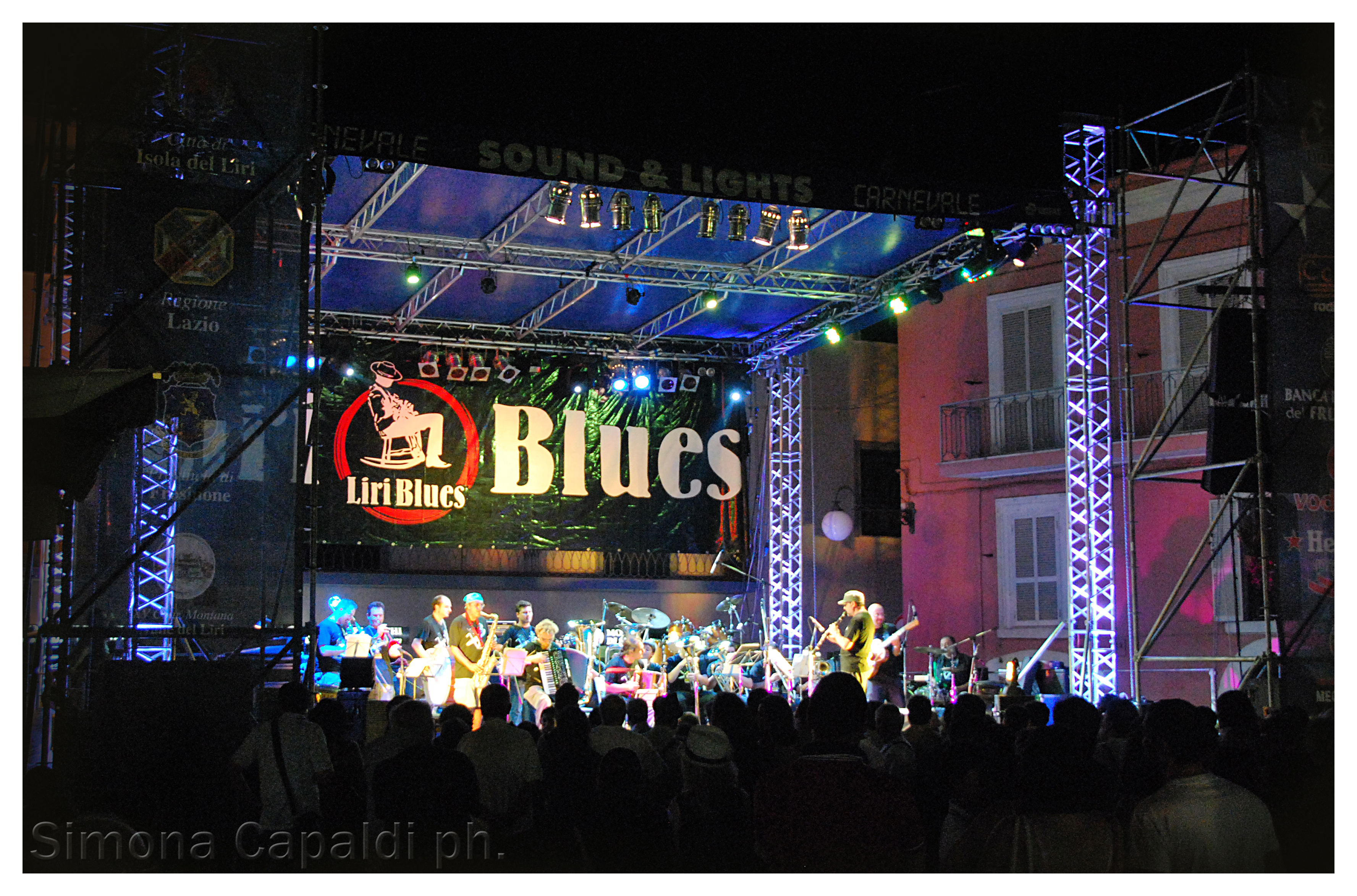
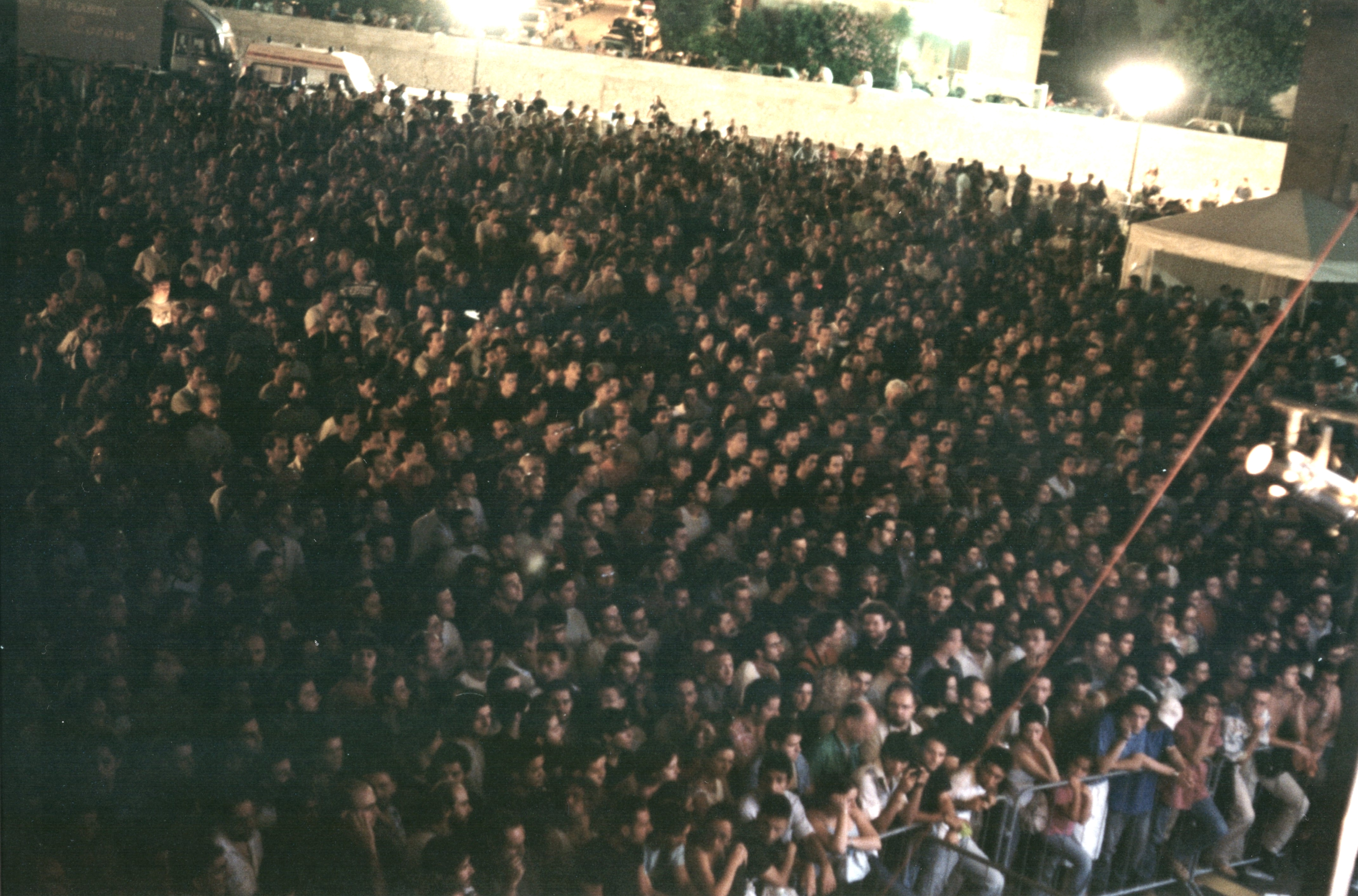
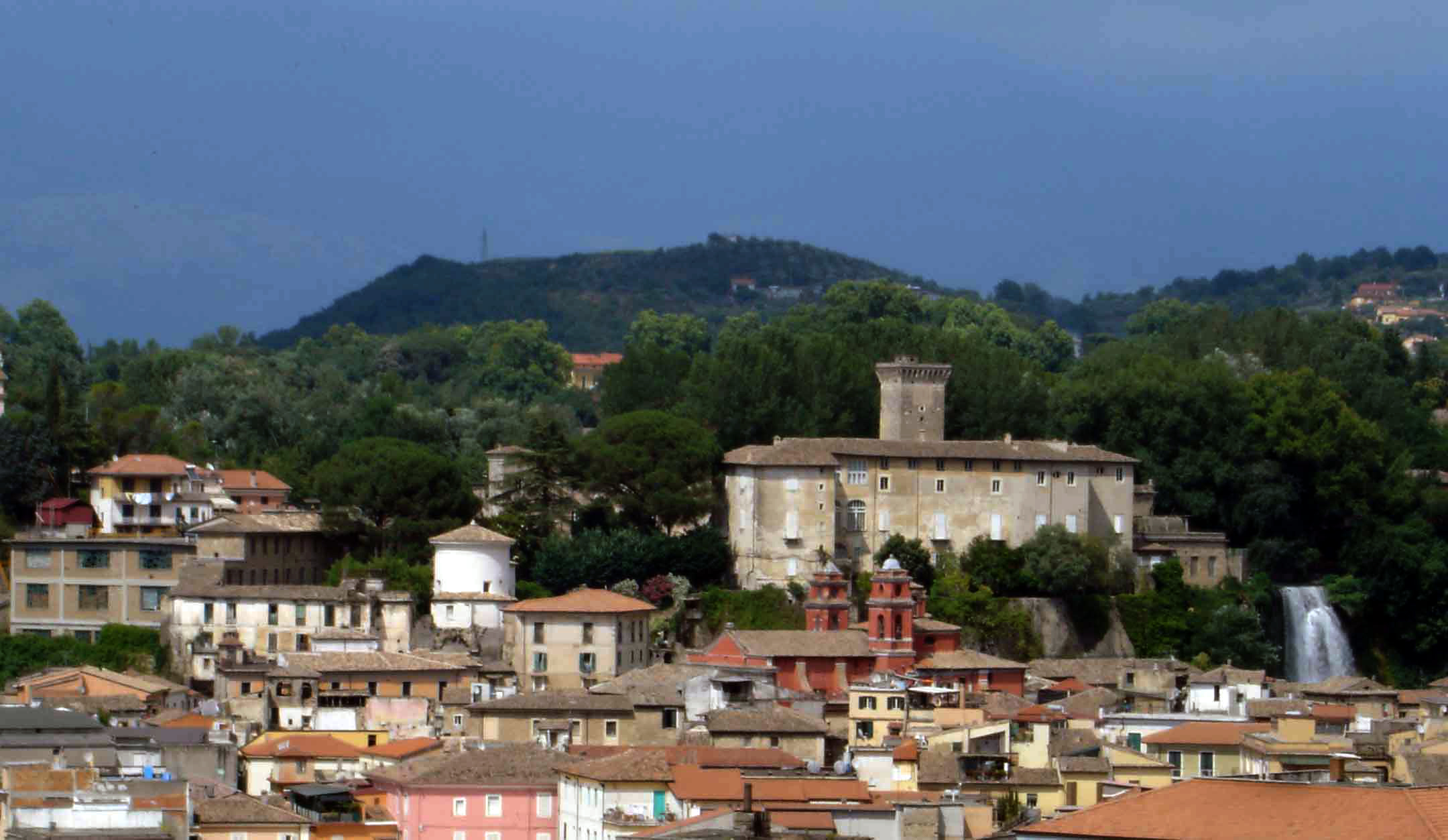